# Proyección central

Imagen de un cubo generada mediante una proyección central

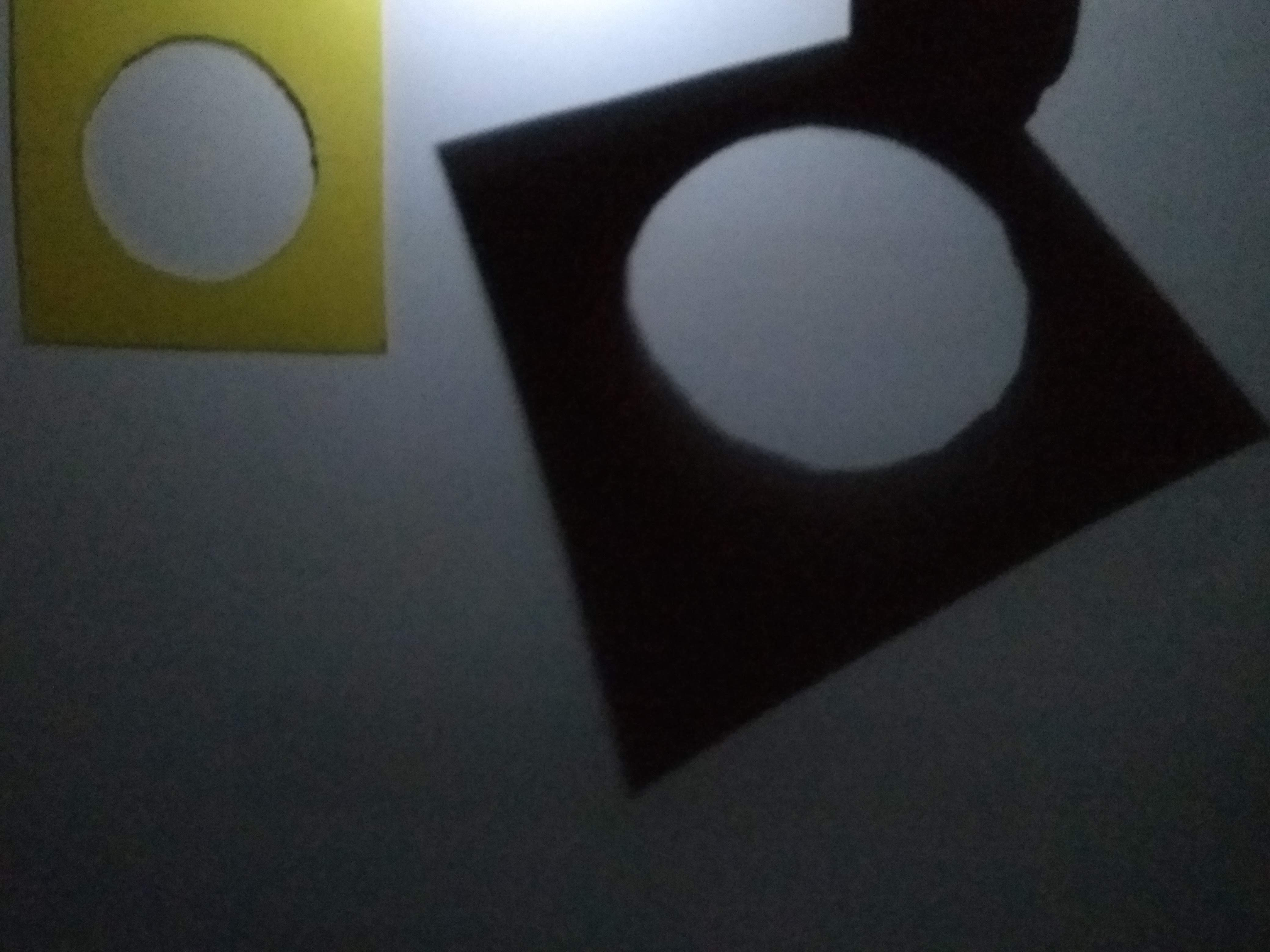
Círculo perforado en un cuadrado de cartulina amarilla y su sombra sobre una superficie plana, ejemplo de una proyección central generada por un punto de luz

En geometría del espacio, una proyección central, una proyección cónica, o incluso una perspectiva central, se definen de la manera siguiente: sea V un punto, llamado centro o vértice de la proyección y {\displaystyle \pi } un plano que no contiene a V, se denomina proyección central sobre {\displaystyle \pi } desde el vértice V, a la función que, para cualquier punto A distinto de V, asocia el punto de intersección A', si existe, de la recta (VA) con el plano {\displaystyle \pi }.

Las sombras proyectadas sobre una superficie plana por una fuente de luz puntual son un ejemplo de un fenómeno físico cuya geometría obedece a las leyes de la proyección cónica.

## Historia
El estudio de las proyecciones centrales se desarrolló principalmente a partir del siglo XV para los dibujos en perspectiva antes de tener un desarrollo propio, a partir de 1636, con las obras de Girard Desargues y posteriormente con las de Gaspard Monge y Jean-Victor Poncelet. Dio origen a una nueva geometría, llamada geometría proyectiva.

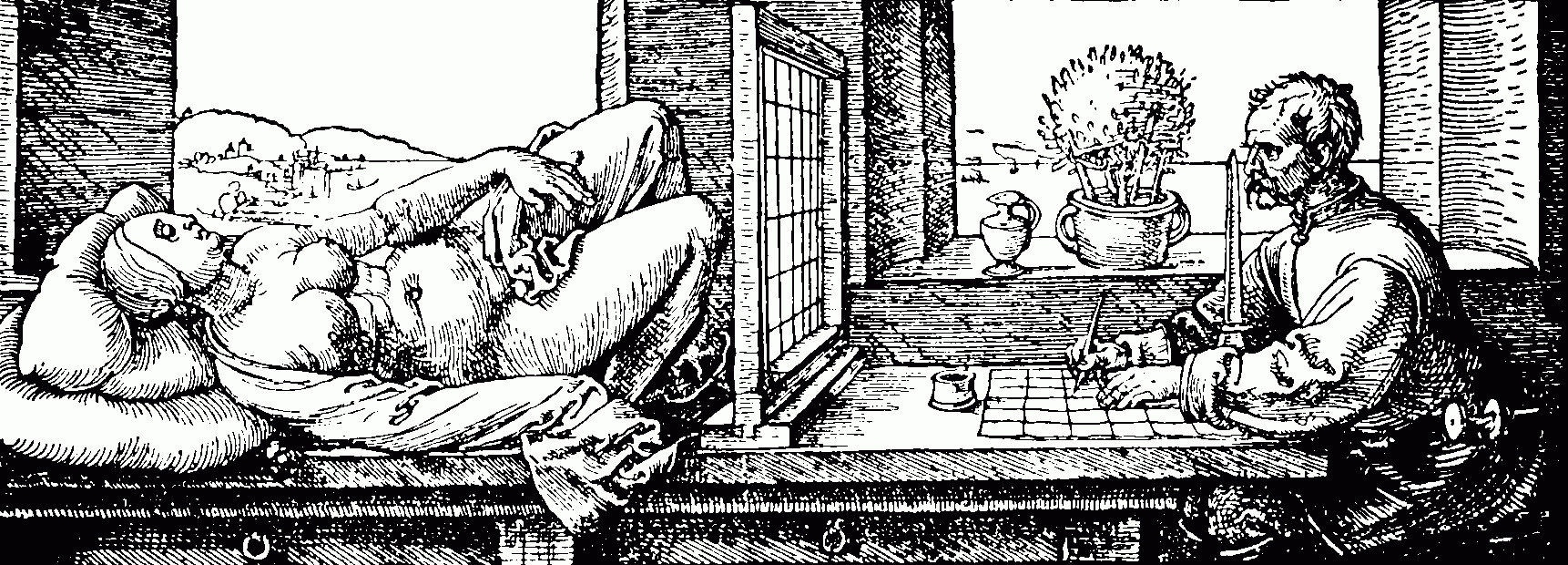
Grabado obra de Alberto Durero, en el que se muestra el método de «costruzione legittima» para crear una perspectiva lineal

## Presentación y propiedades
A lo largo del resto del artículo, se denominan rectas y planos centrales a las rectas y planos que pasan por el centro O de una proyección central.

### En un espacio afín
Sea O un punto en un espacio afín {\displaystyle {\mathcal {E}}} (generalmente un plano o espacio de dimensión 3), llamado centro o vértice de la proyección; y sea (P) un hiperplano (generalmente una línea recta o un plano) que no contiene a O; y finalmente, sea (P') el plano paralelo a (P) que pasa por O. Se denomina proyección central sobre (P) con centro en O, a la aplicación de {\displaystyle {\mathcal {E}}\backslash }(P') sobre (P) que, a cada punto M, le asocia el punto de intersección de la recta (OM) con el hiperplano (P).
Nota: este punto está bien definido, ya que M no pertenece a (P').
Ejemplo: En {\displaystyle {\mathcal {E}}=\mathbb {R} ^{3}=\{(x,y,t):x,y,t\in \mathbb {R} \}}, sea (Q) el plano de ecuación {\displaystyle y=1} y (P) el de ecuación {\displaystyle t=-1} y sea la proyección de centro O(0,0,0) sobre ( P). Esta última asocia con el punto {\displaystyle M(x,1,t)} de (Q), el punto {\displaystyle M'\left({\frac {-x}{t}},{\frac {-1}{t}},-1\right)} de (P), siempre que {\displaystyle t} sea distinto de cero.

### En un espacio proyectivo
La proyección central y sus límites en espacios afines motivaron la creación de espacios proyectivos y dieron origen a la geometría proyectiva.
La recta proyectiva nació de la observación de una proyección de centro O sobre una recta (d): todos los puntos de una recta que pasa por O se proyectan sobre el mismo punto de (d) excepto la línea recta (dO) paralela a (d) que pasa por O. Esta excepción lleva a imaginar un punto llamado del infinito sobre el que se proyectarán todos los puntos de (dO). Se construye así una biyección entre el conjunto de rectas del plano que pasan por O y una recta del plano completada por un punto en el infinito. La idea es, por tanto, llamar recta proyectiva al conjunto de rectas del plano que pasan por O, es decir, al conjunto de rectas vectoriales de un plano vectorial. La biyección que, a cualquier recta que pase por O, asocia su intersección con la recta (d) se llama incidencia. Para cualquier punto M de la recta, se denomina el vector relacionado con M, cualquier vector director de la recta (OM). Hay infinitas incidencias posibles, permitiendo enviar cualquier recta al infinito (basta con proyectar sobre una recta paralela a la recta elegida).
El plano proyectivo se construye de la misma forma: mediante proyección del centro O sobre un plano. El conjunto de rectas que pasan por O y no son paralelas a (P) se proyectan sobre puntos de (P), que se completa con un conjunto de puntos en el infinito: el conjunto de rectas del plano central que pasan por (O). Estos puntos en el infinito forman la recta del infinito.
En el caso de una proyección central sobre un plano proyectivo (P), la recta (OM) siempre corta al plano (P) (considerando la recta del infinito). La proyección central queda entonces definida para cualquier punto distinto de O, y es una aplicación sobreyectiva del espacio sobre el plano (P) excepto para el punto O.
El principio se generaliza a espacios proyectivos de dimensión n. El conjunto de rectas vectoriales de un espacio vectorial de dimensión n+1 se denomina espacio proyectivo de dimensión n asociado al espacio vectorial de dimensión n+1. Puede verse como un espacio afín de dimensión n completado por un conjunto de puntos que se dice que están en el infinito correspondientes al conjunto de líneas vectoriales del espacio afín.
Esta correspondencia permite asociar a cualquier proyección central una proyección vectorial: Si {\displaystyle {\overrightarrow {E}}} es el espacio vectorial asociado a E, {\displaystyle {\overrightarrow {P}}} el hiperplano de {\displaystyle {\overrightarrow {E}}} asociado a (P) y {\displaystyle {\hat {a}}} un vector relativo a {\displaystyle a\in E}, la proyección central en el plano proyectivo se obtiene pasando el cociente de la proyección vectorial a {\displaystyle {\overrightarrow {P}}} en la dirección {\displaystyle \mathbb {R} {\hat {a}}}. Es por lo tanto, cuando se restringe a otra recta proyectiva que no contiene a {\displaystyle a}, una homografía del espacio proyectivo. Es más, precisamente se trata de un caso especial de homología, ya que tiene como puntos fijos un hiperplano y un punto exterior al hiperplano.

### Propiedades
Todas las propiedades se entienden para un espacio afín (siempre que los puntos o las relaciones allí estén bien definidos) y para un espacio proyectivo.
Las proyecciones conservan las alineaciones y las incidencias (intersecciones y tangencias) pero no conservan los puntos medios ni el paralelismo. Transforman haces de rectas paralelas en rectas paralelas (si su dirección es paralela a su vez a la del plano de proyección) o en rectas concurrentes. Por el contrario, dos rectas de la imagen son paralelas si y solo si las rectas originales se cruzan en el plano central (P0).
|  |  |

Las proyecciones transforman líneas proyectivas en líneas proyectivas, cónicas en cónicas, y curvas diferenciables en curvas diferenciables.

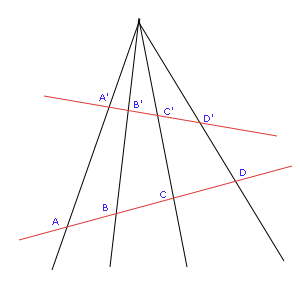
La proyección central envía los puntos (A, B, C, D) sobre (A', B', C', D). Los dos cuartetos de puntos mantienen la misma razón anarmónica:

Las proyecciones centrales mantienen la razón anarmónica de 4 puntos sobre una recta. Hay muchas maneras de demostrar esta propiedad.
- Analíticamente,[11] la demostración consiste en situarse en un punto de referencia {\displaystyle (O,{\vec {u}},{\vec {v}})} que forma parte de las rectas (OA) y (OB). En esta referencia, las líneas (OC) y (OD) se expresan en la forma ax + by = 0 y cx + dy = 0. A continuación se calculan las abscisas λc y λd de los puntos C y D en el sistema de referencia {\displaystyle (A{\overrightarrow {AB}})} y se demuestra que la razón doble es igual a {\displaystyle {\frac {ad}{bc}}}, valor que solo depende de las direcciones de las rectas. (OA'), (OB) (OC) (OD)
- Usando propiedades del espacio euclídeo, consiste en demostrar que la razón doble es igual a la razón doble de los senos de los ángulos que forman las rectas entre ellos:

{\displaystyle [A;B;C;D]={\frac {\sin({\overrightarrow {OA}};{\overrightarrow {OC}})}{\sin({\overrightarrow {OB}};{\overrightarrow {OC}})}}:{\frac {\sin({\overrightarrow {OA}};{\overrightarrow {OD}})}{\sin({\overrightarrow {OB}};{\overrightarrow {OD}})}}}
Para ello se pueden utilizar las áreas algebraicas de los triángulos o las coordenadas polares de los puntos A, B, C, D en un sistema de coordenadas centrado en O y la fórmula trigonométrica {\displaystyle \tan a-\tan b={\frac {\sin(a-b)}{\cos a\cos b}}}
- Usando propiedades del espacio afín, lo que consiste en expresar la razón doble como una relación simple utilizando una recta transversal paralela a una de las rectas del haz:Perrin[14] propone hacer pasar por B una paralela a (OA) que se encuentra con (OC) y (OD) en M y N, y demostrar que la relación cruzada es igual a {\displaystyle {\frac {\overline {BM}}{\overline {BN}}}}. Se demuestra que este valor es independiente de la secante elegida gracias a la existencia de una homotecia con centro en O. Este enfoque es más o menos el seguido por Papus de Alejandría en el siglo IV, cuando demostró esta propiedad en sus Colecciones Matemáticas. Lehman[15], por su parte, utiliza el punto de intersección M0 de la recta (AB) con la recta que pasa por O y es paralela a (A'B'). Demuestra que la razón doble (A, B, C, M0) es igual a la razón simple (A', B', C'), usando una recta paralela a (A'B') pasando por C. Por cociente, demuestra que las razones dobles (A, B, C,D) y (A', B', C', D') son iguales. Las fórmulas para espacios proyectivos consisten en extender las rectas por puntos hasta el infinito,[16] de forma que la razón doble pasa a ser entonces una razón simple.
- Usando el espacio proyectivo, lo que consiste en señalar que siendo la proyección una homografía, conserva, como toda aplicación proyectiva, la razón doble. Para demostrar que una aplicación proyectiva conserva la razón doble, Audin[17] recuerda que una homografía de una recta sobre una recta está determinada por la imagen de 3 puntos, define la razón doble de los puntos ABCD, como la imagen de D por la homografía de la línea proyectiva ("AB") sobre la línea proyectiva real que envía A al infinito, B a 0 y C a 1. Luego, utiliza el hecho de que el compuesto de homografías es una homografía y las caracteriza por la imagen de 3 puntos.

## Proyección de una recta sobre otra recta
En el plano proyectivo, si (d1) y (d2) son dos líneas rectas distintas que no pasan por O, la restricción a (d1) de la línea central de la proyección del centro O sobre (d2) es una biyección cuyo recíproco es la proyección del centro O de (d2) sobre (d1). Este es un caso especial de homografía. El punto del infinito de (d1) se proyecta sobre el punto de intersección de (d2) con la paralela a (d1) que pasa por O y el punto de intersección de (d1) con la paralela a (d2) que pasa por O se proyecta sobre el punto del infinito de la recta (d2).
Las proyecciones centrales de una línea recta sobre otra permiten una demostración sencilla del teorema del hexágono de Pappus y del teorema de Desargues.
Cualquier homografía de (d1) en (d2) se puede descomponer en como máximo dos proyecciones. Una homografia que deja invariante el punto de intersección de las rectas es una proyección de (d1) sobre (d2). En efecto, una homografía de líneas rectas se define por la imagen de 3 puntos. Tomando (I, A, B) sobre (d1), y sus imágenes (I, A', B'), la homografía coincide en estos tres puntos con la proyección de (d1) sobre (d2) con centro en O, intersección de (AA') y (BB'). Si I no es invariante y se conocen tres puntos (A, B, C) y sus imágenes (A', B', C'), uno de los pares punto-imagen, no contiene a I ni a I'. Suponiendo que sea A, se considera el punto β intersección de las rectas (AB') y (BA') y el punto γ intersección de las rectas (AC') y (CA'). La homografía coincide en los tres puntos con la composición de la proyección  de (d1) sobre (βγ) con centro en A' , seguida de la proyección de (βγ ) sobre (d2) con centro en A.
|  |  |  |

Cualquier homografía de (d) sobre (d) que tenga un punto invariante se puede descomponer en dos proyecciones. Cualquier homografía de (d) sobre (d) se puede descomponer en como máximo tres proyecciones.

## Generalización de teoremas de geometría clásica utilizando proyecciones cónicas
Además de su utilidad para dibujar en perspectiva, la proyección central permite establecer una correspondencia entre un plano "clásico" donde se representan círculos y paralelogramos con un plano proyectivo. Esta correspondencia es una herramienta poderosa para generalizar las propiedades del círculo y del paralelogramo a las cónicas y al cuadrilátero completo.
Esta correspondencia se expresa de la siguiente forma: E es un espacio afín y E su complemento proyectivo; O es un punto de E; y (P) y (P') son dos planos de E que no contienen a O.
La restricción a P' de la proyección central del vértice O de E - {O} sobre P es una biyección cuyo recíproco es la restricción a P de la proyección central sobre P'.
Respecto a los puntos del infinito, si se denominan (PO) y (P'O) a los planos paralelos a (P) y (P') que pasan por O, las rectas del infinito de P y P', denotadas como (di,P) y (di,P') se caracterizan por:
{\displaystyle p(d_{i,P'})={\overline {P\cap P'_{O}}}}
{\displaystyle p({\overline {P'\cap P_{O}}})=d_{i,P}}

### Caso del cuadrilátero completo

Cuadrilátero completo con sus cuatro rectas, sus 6 puntos (EADCFB), sus tres diagonales (EF), (AC), (BD) y sus intersecciones I, J, K

Un cuadrilátero completo es el resultado de trazar 4 líneas rectas sobre un mismo plano, con la condición de que tres cualesquiera de ellas no son concurrentes. Estas 4 rectas producen 6 puntos de intersección que son los vértices del cuadrilátero completo. Estos 6 puntos producen a su vez otras tres rectas distintas de las 4 anteriores, llamadas diagonales del cuadrilátero completo. Estas tres diagonales generan 3 puntos, llamados puntos de intersección de las diagonales.

Cuadrilátero completo visto como la imagen de un paralelogramo a través de una proyección central. Aquí, el paralelogramo está en un plano paralelo al plano que contiene a la diagonal d y el centro de la proyección O

Cualquier cuadrilátero completo puede verse como una imagen mediante proyección central de un paralelogramo.
Esta correspondencia permite mostrar los haces armónicos de un cuadrilátero completo a partir de los haces armónicos de un paralelogramo.
Para un paralelogramo, el haz formado por las diagonales y las medianas es un haz armónico. Para convencerse de esto, basta con observar que la razón doble [A,B, I, ∞] vale -1. Se deduce que en el paralelogramo completo opuesto, (IK),(IJ),(IE), (IF) también es un haz armónico y que los puntos (EFKJ) forman una cuaterna armónica.
Asimismo, en un paralelogramo, el conjunto de rectas paralelas formadas a partir de los soportes de dos lados opuestos, desde la mediana y la recta hasta el infinito, es un conjunto armónico, lo mismo ocurre con el conjunto (EA), (EC), (EI), (EF) y los puntos (ACIK), que forman una cuaterna armónica.

### Caso de los triángulos homológicos

Triángulos homológicos vistos como proyecciones de triángulos homotéticos

Se dice que dos triángulos (ABC) y (A'B'C') son homólogos si los puntos de intersección de (AB) con (A'B'), de (BC) con (B'C'), y de (CA) con (C'A') están alineados en una línea recta d.
Cualquier par de triángulos homotéticos puede verse como una imagen por proyección central de un par de triángulos homotéticos entre sí o resultado de una traslación. Simplemente, basta con tomar un plano paralelo al plano que contiene a (d) y pasa por O. Por proyección central en este plano las imágenes rectas de (AB) y (A'C') (respectivamente de (BC) y (B'C'), de (CA) y (C'A') son paralelas entre sí. Esta correspondencia permite relacionar la versión proyectiva y la versión afín del teorema de Desargues.

### Caso de las curvas cónicas

Animación de la proyección de una circunferencia de centro O a medida que se varía la posición de O: se obtienen elipses, una parábola y una hipérbola

Las proyecciones centrales encuentran gran parte de su interés en el estudio de las secciones cónicas. En efecto, la imagen de una circunferencia mediante una proyección central es una cónica y, a la inversa, al definirse una cónica como la intersección de un cono de revolución con un plano, puede verse como la imagen de una circunferencia mediante una proyección central cuyo centro está en el eje de la circunferencia. Todas las propiedades que afectan al círculo y relativas a las invariantes de las proyecciones centrales (alineación, tangencia, razón doble) se pueden transferir a cualquier cónica. Este es el caso de la razón doble de 4 puntos de una cónica, definida como la razón doble de las cuatro rectas que salen de cualquier punto de la cónica y pasan cada una por uno de los 4 puntos en cuestión. Esta noción se deduce de la de razón anarmónica sobre una circunferencia. Lo mismo ocurre con el teorema de Pascal respecto al hexágono inscrito en una cónica, cuyas propiedades se deducen de las propiedades de un hexágono inscrito en una circunferencia.